# Acanthocephalus
Acanthocephalus é um género botânico pertencente à família Asteraceae.

## Espécies
Há duas espécies reconhecidas:
- Acanthocephalus amplexifolius Kar. & Kir.
- Acanthocephalus benthamianus Regel